# Томпсон, Люк (регбист)
Люк Томпсон (яп. トンプソン ルーク Тонпусон Рюку, англ. Luke Thompson, род. 16 апреля 1981 в Крайстчерче) — японский регбист новозеландского происхождения, выступающий на позициях лока (замка) и фланкера. Действующий игрок японского клуба «Кинтэцу Лайнерс» и сборной Японии.

## Биография

### Семья
Томпсон окончил колледж Святого Беды в Крайстчерче. Гражданство Японии получил в июле 2011 года, прожив в Японии 7 лет. Его сестра — Анна Томпсон, нетболистка и член сборной Новой Зеландии, известной под прозвищем «Серебряные папоротники» (англ. The Silver Ferns).

### Карьера игрока

#### Клубная
Томпсон начинал свою карьеру в составе команды «Кентербери», однако в основном составе клуба он не закрепился, поскольку проиграл конкуренцию Брэду Торну и Крису Джеку. Он подписал контракт с японским клубом «Саньо Уайлд Найтс» в 2004 году, за который выступал до 2006 года. С 2006 года он защищает цвета клуба «Кинтэцу Лайнерс» в японской Топ Лиге.

#### В сборной
В 2007 году Томпсон получил право играть за сборную Японии и дебютировал 29 апреля в матче против Гонконга в Токио. Он стал регулярным игроком сборной при работе тренера Джона Кируэна и выступил на чемпионате мира во Франции в том же году. В матче в Тулузе против Фиджи Томпсон положил сразу две попытки, что позволило команде, несмотря на поражение 31:35, заработать одно бонусное очко. Всего Томпсон сыграл на чемпионате мира 2007 года три встречи, а японцы не преодолели групповой этап, сыграв лишь вничью со сборной Канады (12:12) и проиграв остальные матчи.
В 2011 году на чемпионате мира в Новой Зеландии Томпсон провёл три игры, однако его сборная там снова не преодолела групповой этап, сыграв вничью с Канадой (21:21) и проиграв остальные встречи. Преемник Кируэна в сборной, Эдди Джонс, решил сократить число игроков иностранного происхождения в сборной и не взял Томпсона на Кубок пяти наций 2012 года. Однако в ноябре 2012 года в связи с травмой Тосидзуми Китагавы Люк Томпсон вернулся в сборную и сыграл в матчах против Румынии и Грузии, что принесло первые победы Японии над европейскими сборными в гостевых матчах в Европе. В 2013 году Томпсон также был в расширенных заявках Японии из 41 человека на Кубок пяти наций и Кубок тихоокеанских наций, но в последний момент был исключён из финальных заявок.
В 2015 году на чемпионате мира в Англии Томпсон сыграл все четыре матча за сборную Японии, в том числе и матч против южноафриканских «спрингбокс», в котором Япония сенсационно одержала победу 34:32. В том же году Томпсон сыграл на Кубке тихоокеанских наций, где в матче против Фиджи ударил ногой по голове фиджийца Кампесе Маафу в разгар борьбы за мяч, но не получил дисквалификации.